# Windows Display Driver Model
Das Windows Display Driver Model (WDDM) beschreibt die Architektur von Treibern für Grafikadapter unter Windows. Es entstand in Windows Vista durch Überarbeitung der in Windows XP enthaltenen Treiberarchitektur.

## Überblick
Windows unterstützt seit Vista mit WDDM Grafikeffekte, mit denen sich Fenster geöffneter Anwendungen verwalten und durchschalten lassen. Das transparent wirkende, sogenannte Glasdesign setzt einen gemäß diesem Modell entwickelten Treiber für den Grafikadapter voraus. Zudem wird das Multitasking des Grafikprozessors unterstützt, wodurch mehrere grafikintensive Anwendungen gleichzeitig ausgeführt werden können, ein Speichermanager und ein Prozessorplaner koordinieren hier die Abarbeitung. Es können geschützte HD-Videos auf externen Monitoren wiedergegeben werden, der Anschluss von Fernsehern über Plug & Play wurde gegenüber Windows XP erleichtert und Projektoren werden automatisch beim Anschluss erkannt (Hot Plug). Eine im Treibermodell integrierte Gammakorrektur erleichtert Farbkorrekturen bei der Videowiedergabe. Eine weitere Verbesserung ist eine erhöhte Fehlertoleranz für Fehler im Anzeigetreiber. Das Betriebssystem kann solche Fehler ohne Systemneustart beheben.
Eine der Einschränkungen der ersten Version (WDDM 1.0) war, dass nur  ein einziger Grafikkartentreiber geladen werden konnte. War ein Monitor an mehreren Grafikkarten angeschlossen, so wurde nur eine davon verwendet und die anderen deaktiviert. Weiterhin waren einige der bislang in den Vorgängerversionen von Vista unterstützen Grafikmodi nicht mehr verfügbar, unter anderem das Erweitern des Desktops über mehrere Bildschirme.
Seit der Version WDDM 1.1 von Windows 7 werden mehrere Grafikadapter- und Monitortreiber in einem System gleichzeitig unterstützt.
Mit Windows 8 erschien die Version WDDM 1.2, mit Windows 8.1 wird Version WDDM 1.3 ausgeliefert.
Windows 10 unterstützt mit der neuen Version WDDM 2.0 einen virtuellen Adressmodus für die GPUs. Außerdem stellt diese Version die notwendigen Grundlagen für DirectX 12 bereit.
Ab Windows 11 wird WDDM 3.0 unterstützt.

## Sonstiges
Konkurrent Apple verfügte 2002 im Betriebssystem Mac OS X 10.2 über eine ähnliche Architektur mit dem Namen Quartz Extreme.